# Il-Birgu
Il-Birgu – ou plus simplement Birgu – et distinguée du titre de Città Vittoriosa (Cité victorieuse) par les Hospitaliers de l'ordre de Saint-Jean de Jérusalem, après le Grand Siège de 1565 où elle joua un rôle vital, est une localité de Malte d'environ 2 600 habitants, située à l'est du Grand Harbour, face à la capitale La Valette sur Malte, lieu d'un conseil local (Kunsill Lokali) compris dans la région (Reġjun) Nofsinhar. Cette localité forme, avec Bormla et Isla, l'une des Trois Cités des Cottonera Lines.

## Origine
Il n'existe aucune certitude sur l'existence d'une construction sur le site avant le XIIIe siècle. Seuls quelques rares indices pourraient cependant évoquer une présence : il existe une colonne centrale dans la Chapelle Sainte-Anne du fort Saint-Ange qui est de granit rose d'origine égyptienne, probablement amenée durant l'Antiquité romaine. Il est aussi fait mention dans un texte romain d'un temple dédié à Junon/Astarté dans le Grand Harbour (mais sans localisation précise) ainsi que la mention dans un texte arabe d'une hisn (forteresse) démantelée lors de l'invasion arabe de 870 mais sans précision sur sa localisation.
Ce hisn pourrait être le Castrum maris (le château de la mer), ancêtre du fort Saint-Ange, et dont il existe une première mention certaine datant des années 1240. Un acte de notaire de 1274 fait un inventaire complet du château, 2 chapelles y sont inventoriées, les chapelles Sainte Anne et Saint Ange. En 1276, 50 soldats sont ajoutés à la garnison précédente de 100 soldats provençaux. Le château a aussi à sa disposition une petite galère (appelée sagittia) de 60 rameurs.

### Toponymie
Birgu vient du Borgo qui veut dite bourg. C'était le bourg, le deuxième village en importance de Malte après L-Imdina la capitale de l'intérieur des terres. Borgo devait son importance au fait que c'était le port de l'île.

## Paroisse
La paroisse est certainement l'une des plus anciennes de l'île du temps où le château servait de résidence seigneuriale et de centre du pouvoir, tant pendant la période angevine que la période aragonaise qui suit.

### Église
L'église paroissiale est dédiée à saint Laurent, en l'honneur duquel une célébration a lieu le 10 août de chaque année.

## Histoire
La ville fut installée sur le Grand Port de Malte, autour du fort Saint-Ange, et devint la principale base maritime de l'île. Lorsque les Chevaliers hospitaliers arrivèrent en 1530, ils firent de Birgu la capitale de Malte : l'ancienne capitale, Mdina, se trouvait en effet à l'intérieur des terres et ne convenait pas aux exigences de la guerre navale.
Francesco Gesualdo, religieux, y est brûlé vif comme hérétique le 5 novembre 1554 pour avoir embrassé la foi réformée.
Après le siège de Malte de 1565, le grand maître Jean de Valette estima que la péninsule de Xiberras, faisant face à Birgu, était moins exposé aux attaques. Il fut donc décidé d'y édifier une nouvelle capitale, baptisée La Valette. C'est également après ce siège que les Hospitaliers surnommèrent Birgu, la Città Vittoriosa, ou « Cité victorieuse. »
La ville a beaucoup souffert des bombardements de la Seconde Guerre mondiale. La présence d'une base navale britannique au Fort Sant Angelo, faisait de la ville une cible de choix pour l'aviation italienne puis allemande. Un grand nombre d'habitants ont quitté la ville pour se réfugier dans d'autres régions de l'île moins exposées aux bombardements. Après la guerre, la partie la plus aisée de cette population n'est pas revenue à Birgu qui avait été fortement endommagée, et la ville a connu durant plusieurs décennies un déclassement social. La situation s'est inversée depuis la fin du siècle dernier.
En 1993 est paru un livre illustré en deux volumes intitulé Birgu: A Maltese maritime city. Certains datent de cette publication le début du phénomène de gentrification que connaît actuellement la ville. Depuis plusieurs années de nombreux étrangers acquièrent des propriétés à Birgu et les prix de l'immobilier local s'envolent.
Un vaste projet, financé par l'UE, de rénovation du front de mer de la baie de Kalkara est en voie de réalisation : le Birgu Waterfront Project qui fait partie du Grand Harbour Regeneration Project. Des travaux initiés en 2021 concernent la partie Nord-Est de Birgu. Il est prévu à terme, l'aménagement d'un parcours permettant aux promeneurs de se rendre de la pointe de Kalkara (Villa Bighi) jusqu'à la pointe d'Isla-Senglea (Gardjola Gardens). Le projet prévoit aussi la création d'un Parc des Senteurs dans une partie des fortifications de Birgu et l'aménagement d'un ancien tunnel qui reliera le front de mer au centre de la cité.
La présence de nombreux restaurants, d'une marina et d'une zone aménagée pour la baignade font désormais de Birgu un lieu incontournable du tourisme international. Birgu s'est portée candidate au titre de Capitale Européenne de la Culture 2031.

## Géographie
|        | Grand Harbour |         |
| Bormla | Il-Birgu      | Kalkara |
|        | Ħaż-Żabbar    |         |

## Activités économiques
La principale activité de la ville est liée au tourisme : musées, marina, restaurants, chambres d'hôtes, organisations d'événements locaux (fêtes religieuses, Festival des Chandelles en octobre), événements internationaux au Fort Sant Angelo (réunion des chefs d'État du Commonwealth en 2015), etc.
Un des plus importants marchés locaux de l'île a lieu le mardi matin à l'entrée de la ville (Triq Il-Ġublew Tal-Fidda, Bormla) et un marché aux puces le dimanche matin (Fuq Il-Fortini).
Il est à noter que les importantes fortifications qui ceinturent la ville et dont une partie n'est accessible qu'à certaines périodes festives de l'année, offrent un potentiel de développement encore largement inexploité.

## Patrimoine et culture
- Fort Saint-Ange
- Palais de l'Inquisiteur
- Musée maritime de Malte
- Fortifications de Birgu (en)
- Auberge de France (Il-Birgu)
- Auberge d'Angleterre (Il-Birgu)

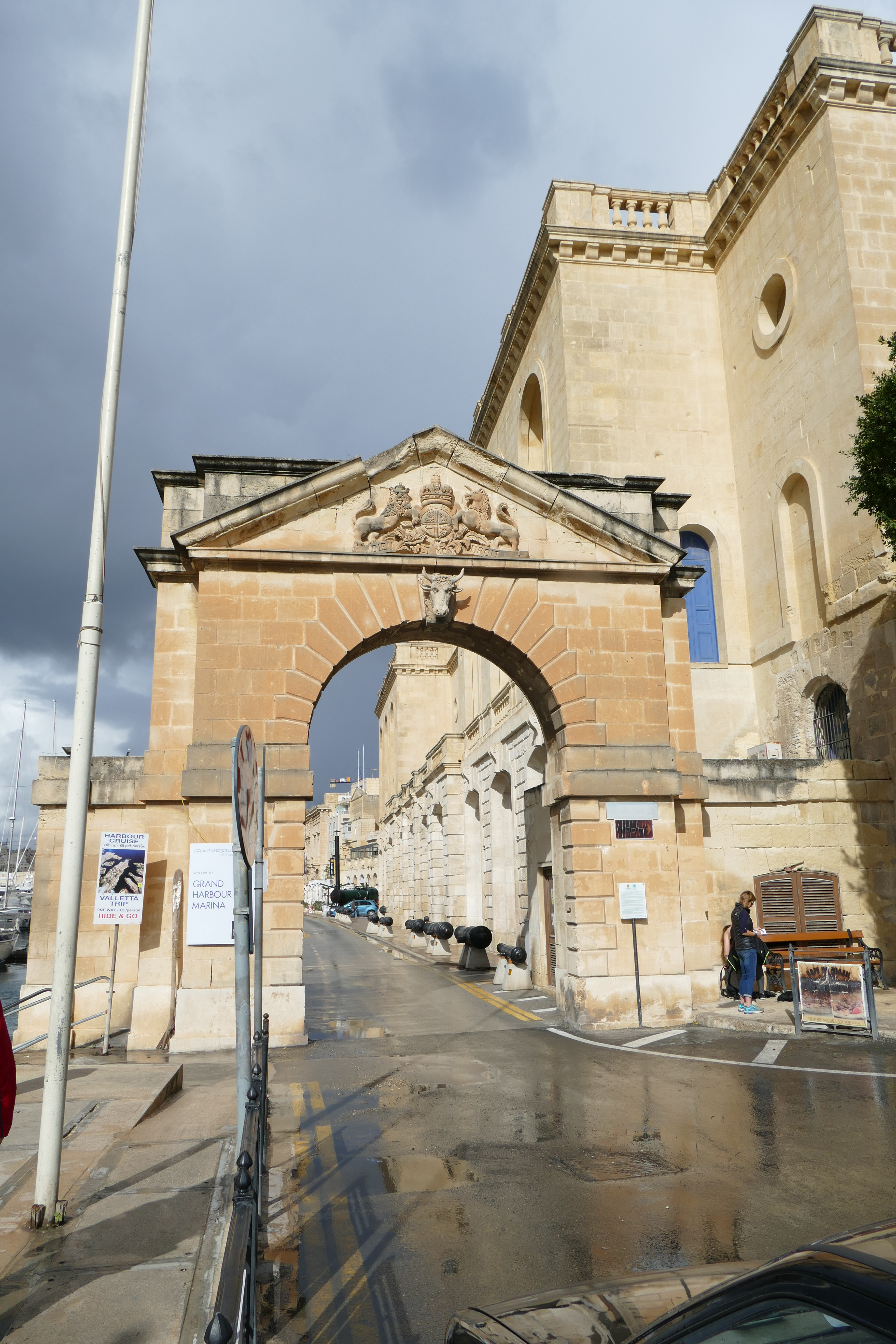
Porte de l'Amirauté
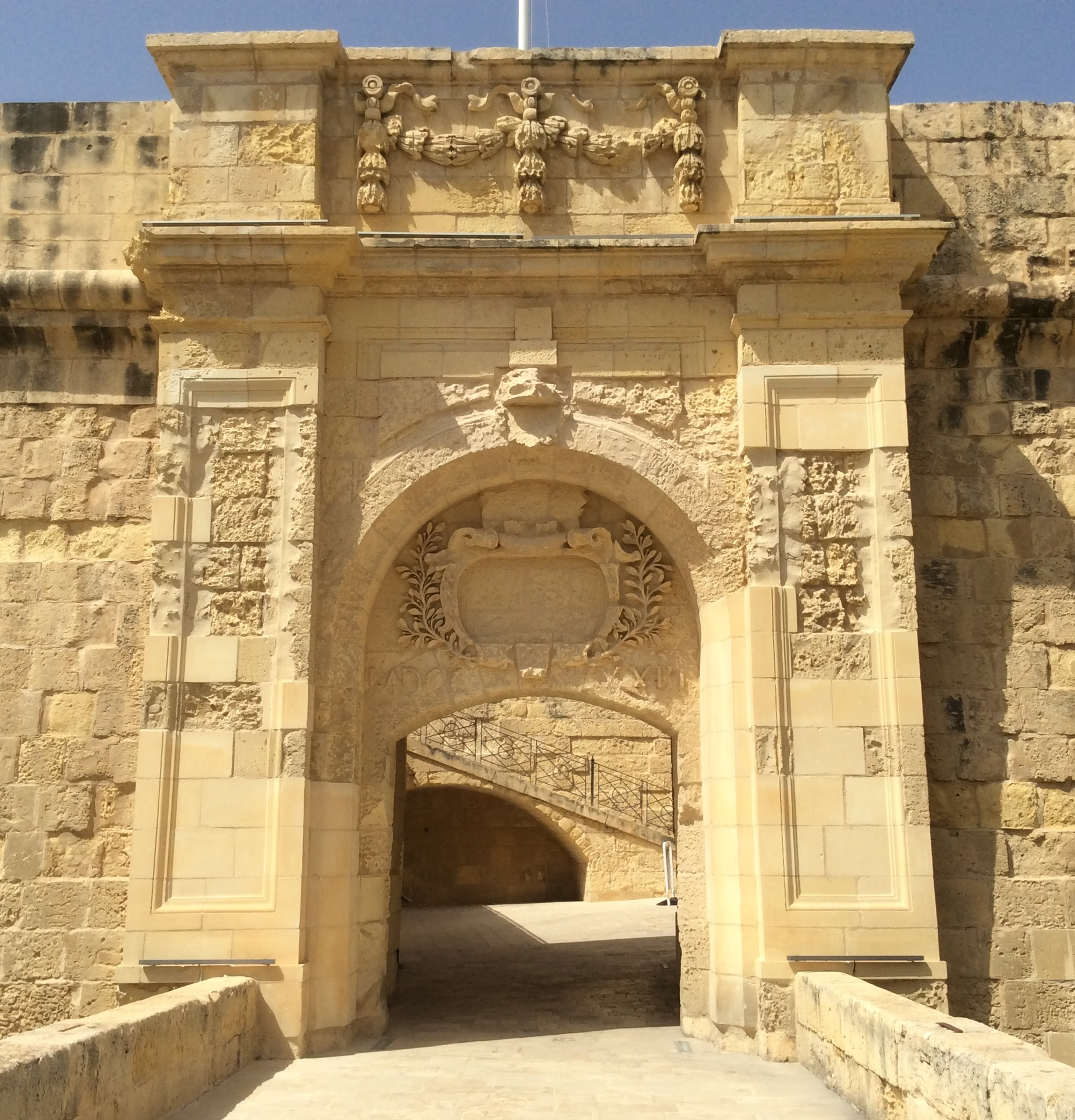
Porte avancée
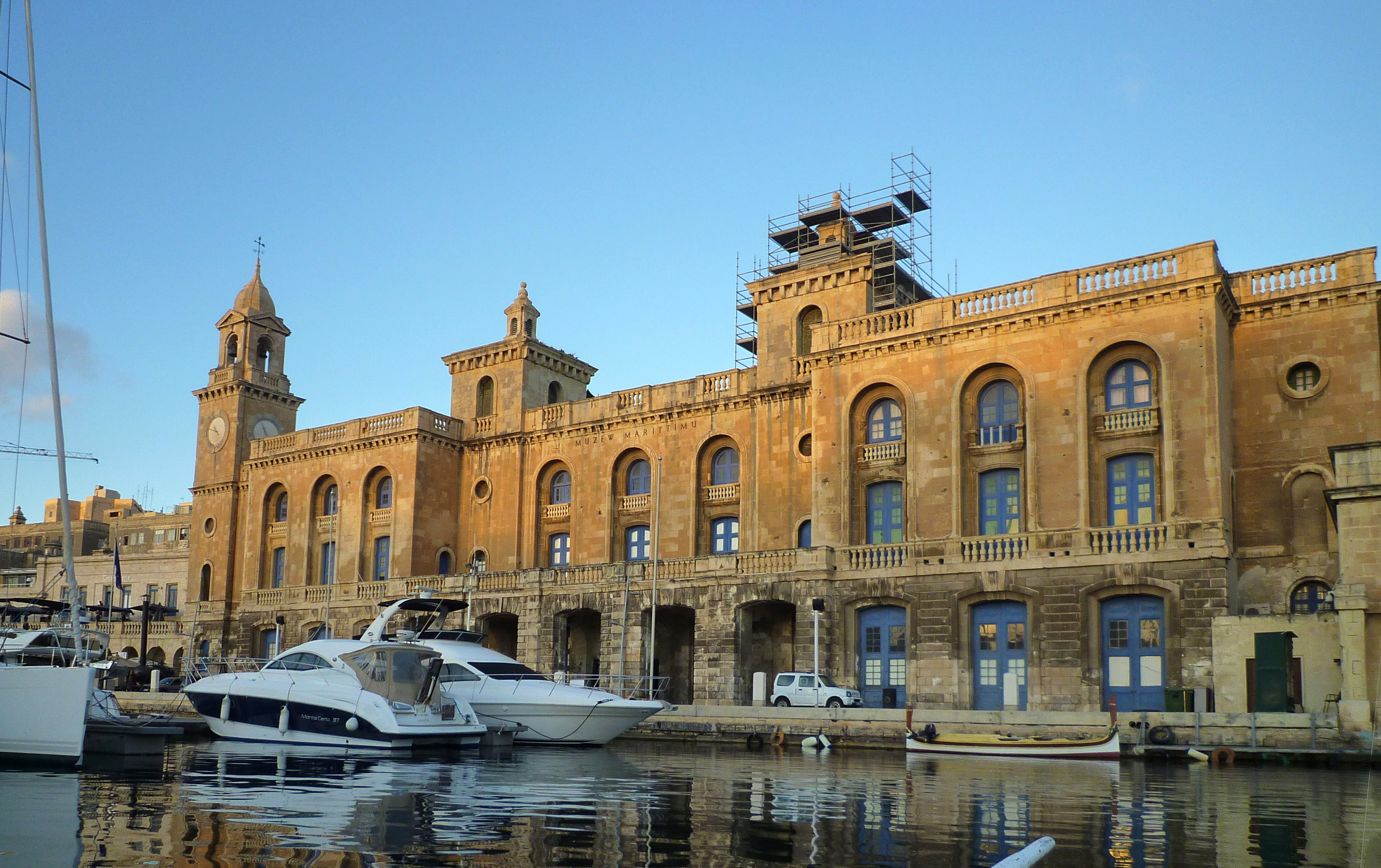
Musée maritime de Malte
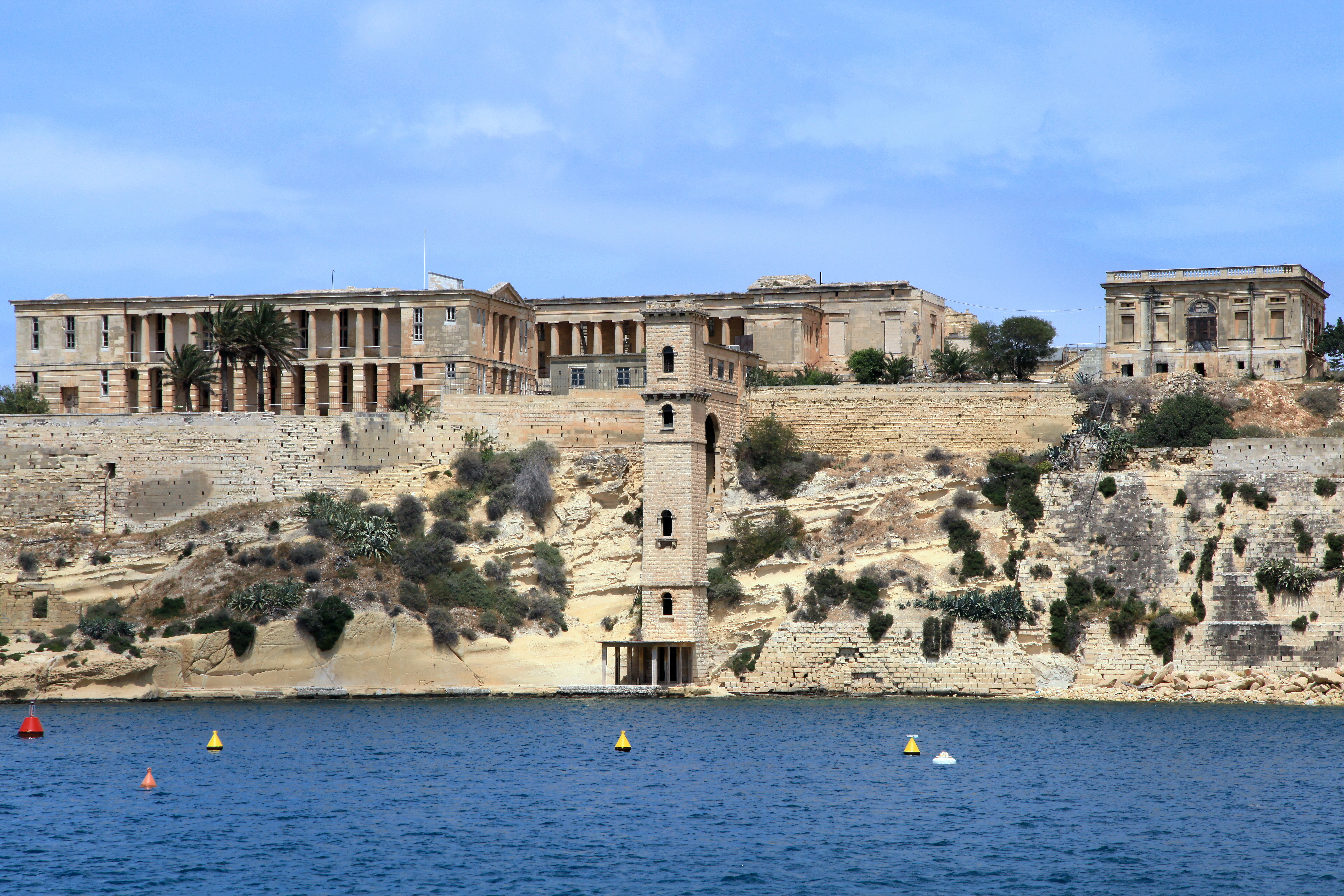
Hôpital Bighi
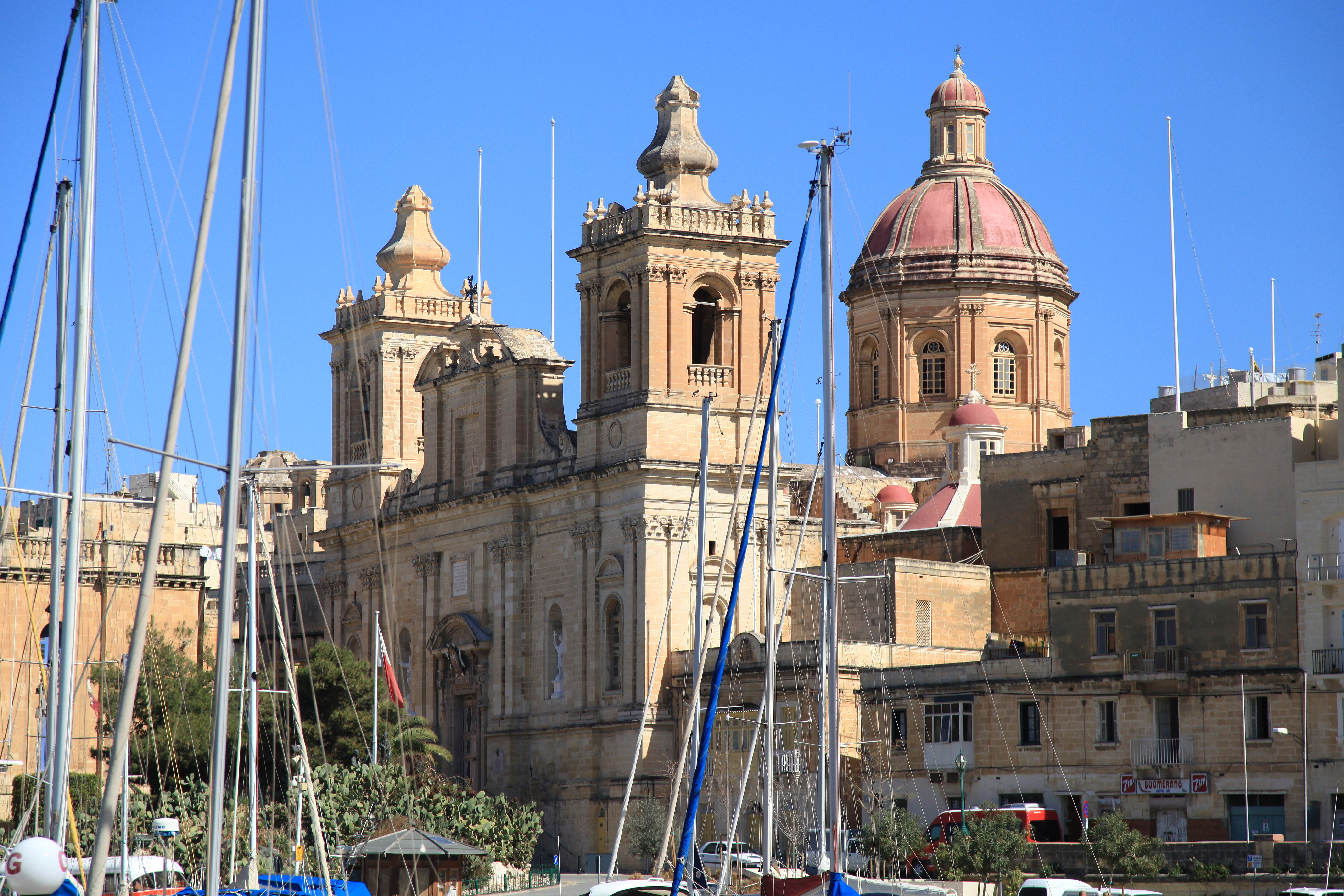
Église Saint-Laurent
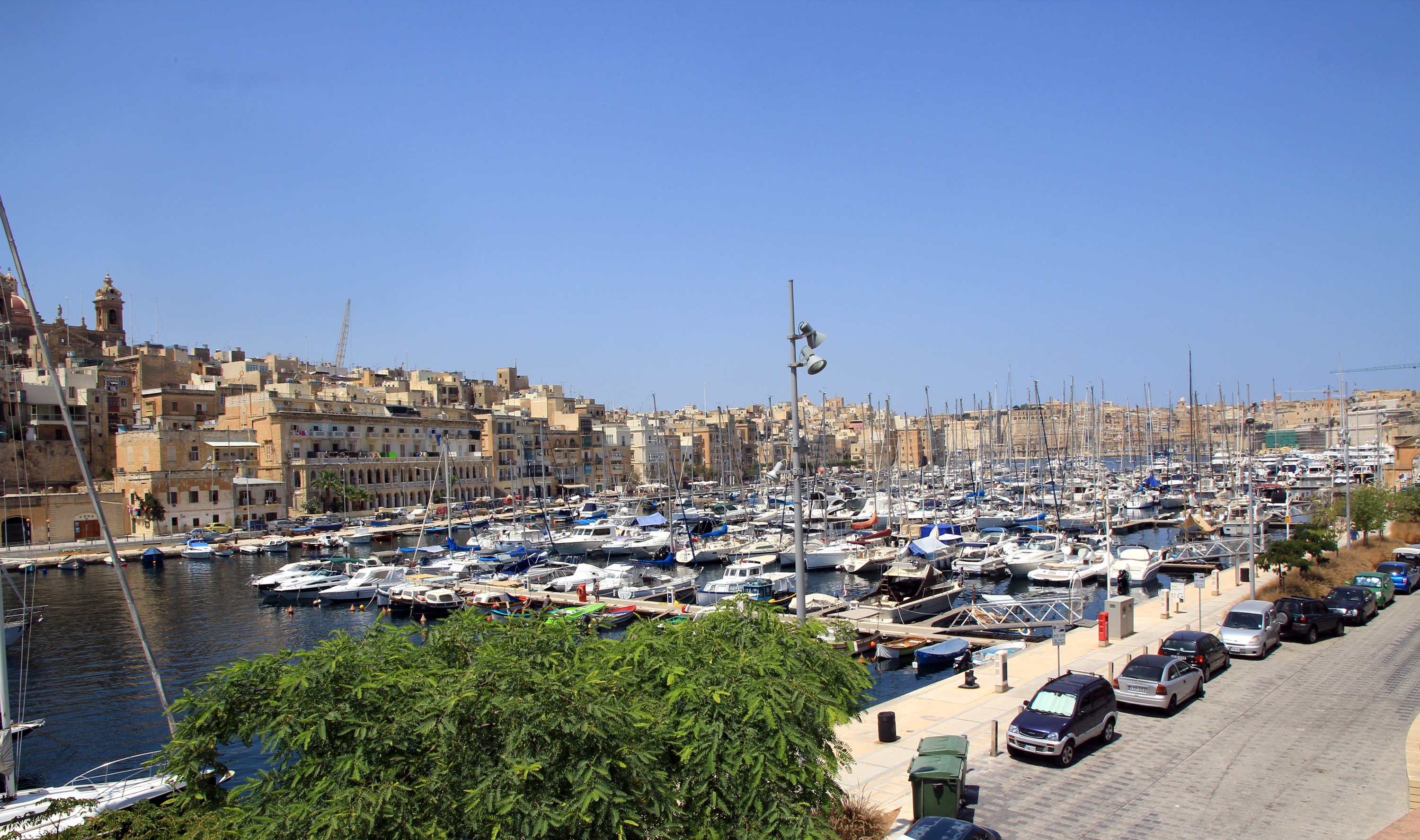
Port
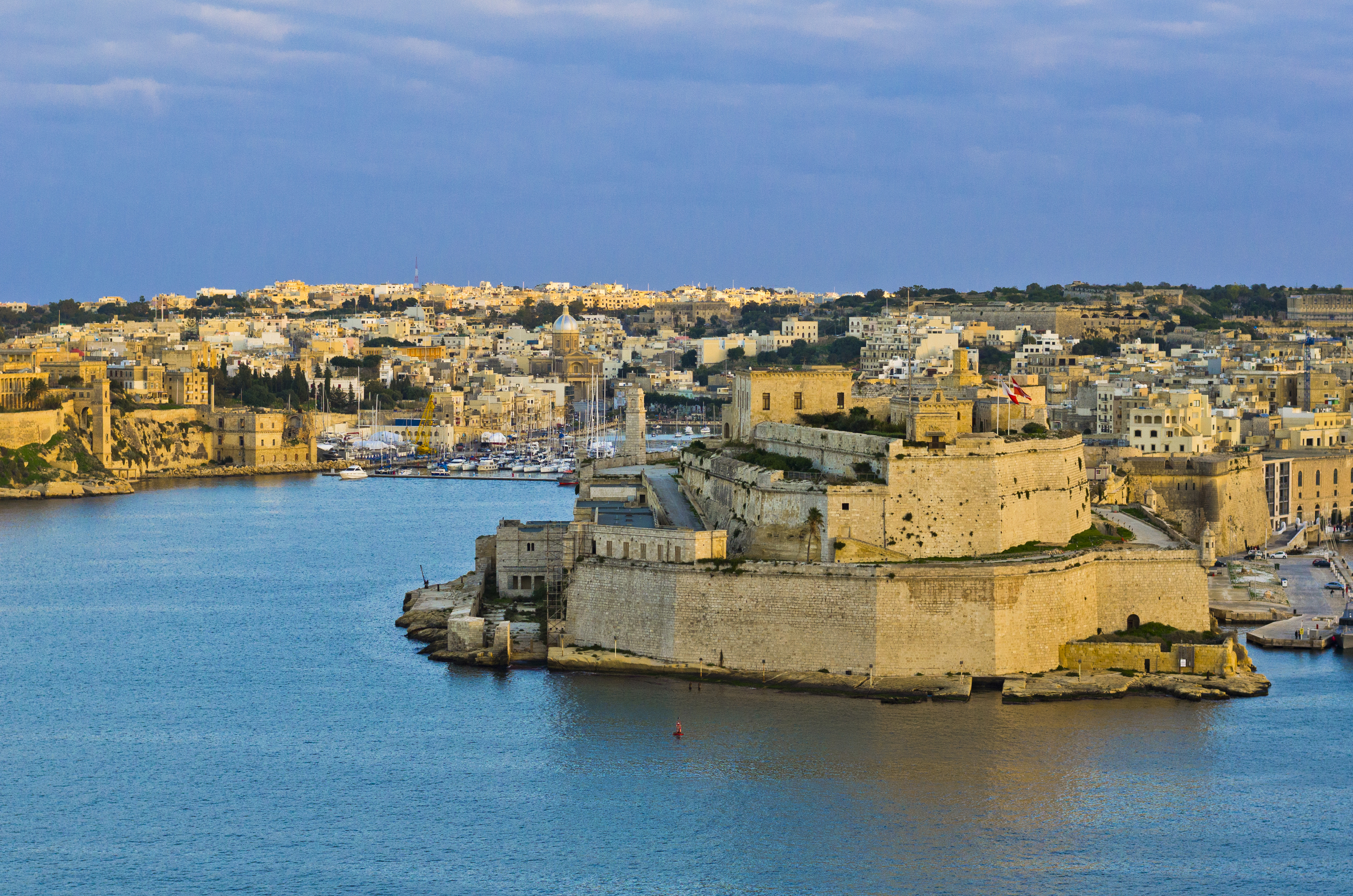
Fort Saint-Ange
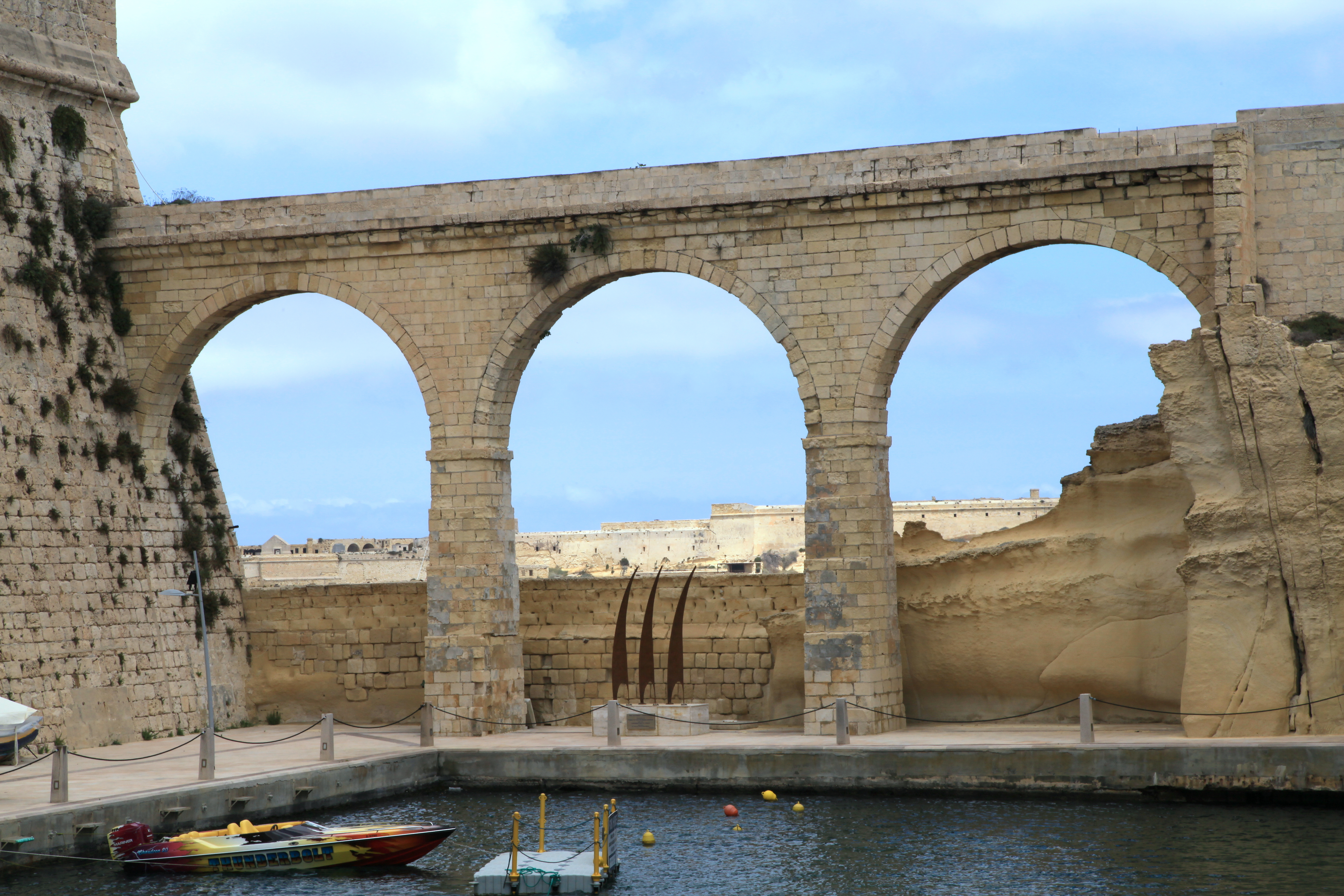

### Personnes notables
- Pierino de Ponte (1462-1535), grand maître de Malte, décédé à Birgu.
- Juan de Homedes (1477-1553), grand maître de Malte, décédé à Birgu.
- Vittorio Cassar (1550 - 1609), architecte maltais né à Birgu.
- Lorenzo Gafa (1639 - 1703), architecte et sculpteur maltais né et décédé à Birgu.
- Paul Boffa (1890 - 1962), ancien premier ministre maltais, né à Birgu.
- Prosper Grech (1950 - 2019), était un frère augustin, qui a cofondé l'Institut patristique Augustinianum à Rome et a été créé cardinal en 2012.

## Jumelages
Saint-Tropez (France)

## Sources
- (mt) Alfie Guillaumier, Bliet u Rħula Maltin (Villes et villages maltais), Klabb Kotba Maltin, Malte, 2005.
- (en) Charles Dalli, Malta, The Medieval Millennium, Malte, Midsea Books ltd, coll. « Malta's Living Heritage », 2006  (ISBN 99932-7-103-9)
- (en) Juliet Rix, Malta and Gozo, Brad Travel Guide, Angleterre, 2013.
- Alain Blondy, Malte, Guides Arthaud, coll. Grands voyages, Paris, 1997.